# ۲۴۷ (عدد)
۲۴۷ یک عدد طبیعی است که بعد از ۲۴۶ و قبل از ۲۴۸ قرار دارد.